# Underlife
Pojem underlife poprvé použil americký sociolog kanadského původu Erving Goffman. Vyskytuje se v sociálních institucích, které podléhají určitému řádu a pravidlům jakou jsou věznice, koncentrační tábory nebo také nemocnice a školy. Jedná se o neoficiální život zejména chovanců v podobných zařízeních, s cílem dosáhnout určitých výhod. Tento život se neřídí oficiálními pravidly instituce a probíhá utajeně vedle oficiálního života instituce, nebo s ním může být i propojen. Chovanec nebo zaměstnanec, který si již dostatečně zvykl na zavedený řád a chod instituce je schopen použít oficiálně neschválené prostředky k obcházení pravidel instituce, zejména oficiálních požadavků na to, co by měl dělat nebo vlastnit. K těmto jevům může docházet za pomoci personálu nebo bez jeho vědomí. Tohoto sekundárního přizpůsobení využívají chovanci zejména k získání určitých benefitů, které jim zlepšují jejich podmínky v institutu. Underlife může mít buď rozvratný charakter, kdy se osoba snaží změnit svojí roli v rámci struktury instituce, a nebo v opačném případě, kdy se osoba snaží do své role zapadnou, aniž by ji radikálně měnil. 

## Underlife podle Ervinga Goffmana
Erving Goffman popisuje undelife na případu psychiatrické nemocnice, kde působil jako asistent. Podle Ervinga Goffmana underlife slouží pacientům k vytvoření lepších podmínek v rámci instituce jako je sehnání cigaret, novin a oblečení, nebo jiných komodit. Ze samotného systému nemocnice mohou profitovat pacienti, kteří jsou běžnou společností odmítáni. Goffman uvádí příklad homosexuálů, kteří mají výhody plynoucí ze společných pánských ložnic, nebo černošské pacienty, kteří se dostávají do styku s bělošskými doktory a sestrami. Benefity může pacient získat oficiální prací, kdy se například dostane do části nemocnice, kam normálně nemá přístup. Výhod ale pacient může dosáhnout i neoficiální prací pro některého ze zaměstnanců, kteří pacienty využívají na mytí aut nebo k úklidu domu. Underlife tedy není vytvářen pouze pacienty, ale mohou se na něm podílet i zaměstnanci. Pacienti se také snaží vylepšit si své postavení v rámci instituce, které jim umožňuje větší svobodu, zvláštní zacházení nebo omezení dozoru od zaměstnanců. Důležitými místy pro underlife jsou jídelny, kuřárny, a prostory, kde tráví svůj volný čas. I přesto, že underlife existuje ve skupině, nejedná se o kolektivní spolupráci, ale o kolektivní tajemstvím.

## Digital underlife
Pod underlife spadá také pojem digital underlife, který popsal Derek N. Mueller v článku Digital Underlife in the Networked Writing Classroom. Pojem digital underlife má význam neoficiální a vnitřní pravidla instituce porušující komunikace pomocí bezdrátových elektronických zařízení v čase, kdy je personálem instituce vyžadována pozornost. Týká se zejména studentů ve škole, ale vztahuje se i na podobný druh komunikace například během porad či konferencí. Mueller se snaží k fenoménu přistupovat pozitivně a nabádá zejména vyučující, aby se o online komunikaci studentů zajímali, o problému s nimi hovořili a snažili se s nimi ve znalostech o možnostech podobných zařízení držet krok.